# Morgonens rodnad över bergen brinner
Morgonens rodnad över bergen brinner är en morgonpsalm med text av Carl Oscar Mannström från 1928 men inte tidigare publicerad i den svenska psalmboken. Melodin är en medeltida hymn.

## Publicerad som
- Nummer 496 i Den svenska psalmboken 1986 under rubriken "Morgon".
- Nummer 781 i Kyrkovisor för barn under rubriken "Morgon".
- Nummer 513 i Svensk psalmbok för den evangelisk-lutherska kyrkan i Finland (1986) under rubriken "Morgon och afton".